# Carrie Coon
Carrie Coon, född 24 januari 1981 i Copley i Summit County, Ohio, är en amerikansk skådespelare.
Coon har bland annat medverkat i TV-serien Fargo från 2017. Hon har även medverkat i filmerna Ghostbusters: Afterlife från 2021 och Boston Strangler från 2023.

## Filmografi (i urval)
- 2013 – Law & Order: Special Victims Unit (TV-serie)
- 2014 – Intelligence (TV-serie)
- 2014 – Gone Girl
- 2014–2017 – The Leftovers (TV-serie)
- 2017 – Fargo
- 2017 – The Post
- 2018 – Avengers: Infinity War
- 2018 – Widows
- 2021 – Ghostbusters: Afterlife
- 2022–2023 – The Gilded Age (TV-serie)
- 2023 – Boston Strangler
- 2024 – Ghostbusters: Frozen City
- 2025 – The White Lotus (TV-serie)